# 储君配偶
储君配偶，由于储君通常为男性，而根据他们的不同称谓，他们的妻子可获得各种正式封号，皇储妃、王储妃、大公储妃是常见的称谓。
在东亚，太子是储君正式的封号，而太子妃、皇太子妃，是皇太子正妻的正式封号。或称储妃。瑞典是欧洲第一个确定男女平等王位继承权的国家，维多利亚公主是欧洲第一位女性储君。公主的丈夫丹尼尔在婚后，根据公主父亲、国王卡尔十六世的旨意，获得“丹尼尔亲王，西约特兰公爵”的爵位。这与国王儿子卡尔王子所获爵位类似，但这不是法定爵位。之前欧洲君主的长女如是第一顺位继承人，则是推定继承人，既使她们最后继承王位，她们的丈夫亦并不会因婚姻而获得某种法定爵位。

## 东亚
东亚的君主国家，通常是一夫多妻（一夫一妻多妾）的婚姻制度。储君与正妻为夫妻一体，储君有太子封号，正妻则受封太子妃。除正妻外，储君亦会有众多的妾室。妾室亦有相应的称号（如良娣、良媛等）、待遇。

### 中國
汉景帝为太子时，祖母薄太后为他选择本家族的女子薄氏为太子妃，这是中国第一位有记载个人身份的太子妃。而后世太子妃的人選一般由皇帝為太子選定，太子妃除了身為皇太子的正妻之外，在皇太子繼位之後，太子妃也將成為皇后，因此太子妃的出身和品行都是皇帝在議選時的重點。清朝康熙帝子允礽是清朝第一位，也是唯一位公开册立的太子，因此他的妻子瓜爾佳氏是中国封建王朝最后一位太子妃。
太子繼位為國君之後，太子妃也理當成為皇后，其他妾室册封为妃嫔。但也有出現過在繼位之前太子妃即失寵於太子的情況，而太子妃亦得不到皇后身分的情形。

### 日本

日本皇太子妃旗

隋唐律令以儲君為太子。古代日本仿唐制度，以中宮借指皇后，以東宮（或稱春宮，類似中國的青宮）借指太子。平安時代以後，對於太子多稱坊，妃嬪無嫡庶皆稱御息所。中世皇室式微，不立后，更無太子妃。至於近世，始稱儲君正妻為東宮御息所。明治以後復稱儲君為皇太子，儲君正妃為皇太子妃(こうたいしひ)。與廢中宮職而設皇后宮職不同，宮內仍存東宮職，主皇太子及皇太子妃事務。

### 朝鮮
朝鮮王朝在獨立前，其君主和其餘王室成員的稱呼，都比中國皇室低一階，因此朝鮮王位的繼承人也只能稱王世子，而非皇太子（但仍可稱之為東宮或春宮），連帶的王世子之正妻也只能稱為王世子嬪，其他的稱呼還有；世子嬪、嬪宮、春宮嬪、東宮嬪等等，而在1896年，朝鮮王朝宣布中止與清朝之間的冊封國關係，改號大韓帝國，因而皇室成員的稱號皆提升一級，因此皇太子的正妻亦改稱為妃宮(비궁)、太子妃(태자비)等等。
值得一提的是，朝鮮王朝及大韓帝國最後的王位繼承人李垠，其妻李方子（舊名梨本宮方子女王）在1989年死後，受到當時韓國政府以皇太子妃(황태자비)的地位舉行准國葬。

## 歐洲
歐洲王儲（Crown Prince）的妻子通常會被封為Crown Princess，在中文裡一般譯為儲妃，但王儲的妻子卻不一定擁有儲妃的封號，這可能是由於王儲妻子的出身問題或王儲妻子自願放棄封號。例如英國國王查爾斯三世在擔任王儲時的已故前妻戴安娜，在離婚前被稱為儲妃。但查爾斯三世的現任妻子卡米拉，卻因為曾經離婚且前夫尚在人世而得不到儲妃的稱號。

## 世界上現任君主國的储君配偶

### 主權國
| 国家                 | 照片 | 名字                                     | 头衔                               | 出生日期（年龄） |
| -------------------- | ---- | ---------------------------------------- | ---------------------------------- | ---------------- |
|                      |      | 佩吉蘭                                   | 汶萊王儲妃                         | 1987年4月9日     |
| 英國及其他英聯邦王國 |      | 凯瑟琳                                   | 威爾斯王妃                         | 1982年1月9日     |
| 列支敦斯登           |      | 索菲                                     | 列支敦斯登大公儲妃                 | 1967年10月28日   |
| 盧森堡               |      | 史蒂芬妮·德·蘭諾                         | 卢森堡大公儲妃                     | 1984年2月18日    |
| 挪威                 |      | 梅特·瑪麗特                              | 挪威王儲妃                         | 1973年8月19日    |
| 日本                 |      | 纪子                                     | 日本皇嗣妃                         | 1966年9月11日    |
| 约旦                 |      | 拉杰瓦·赛义夫                            | 约旦王儲妃                         | 1994年4月28日    |
| 科威特               |      | 沙里法（Sharifa bint Sulaiman Al-Jasem） | 科威特王储妃                       |                  |
| 沙烏地阿拉伯         |      | 萨拉·本·萨勒曼·阿勒·沙特                 | [ 註 2 ]                           |                  |
| 瑞典                 |      | 丹尼爾                                   | 瑞典王储夫 丹尼爾親王 西约特兰公爵 | 1973年9月15日    |
|                      |      | 辛纳塔卡拉·法卡法努阿                    | 汤加王储妃                         | 1987年3月20日    |

#### 聯邦君主制

##### 马来西亚
| 州     | 照片 | 名字            | 头衔         | 出生日期（年龄） |
| ------ | ---- | --------------- | ------------ | ---------------- |
| 柔佛   |      | 卡麗達·布斯塔曼 | 柔佛王儲妃   | 1993年7月16日    |
| 吉打   |      | 查希妲          | 吉打王儲妃   | 1971年10月19日   |
| 霹靂   |      | 拉惹纳查杜希玛  | 霹雳王儲妃   | 1952年2月20日    |
| 玻璃市 |      | 端姑莱拉杜莎琳  | 玻璃市王儲妃 | 1970年3月28日    |